# Középpontos tízszögszámok
A középpontos tízszögszámok a figurális számokon belül a középpontos sokszögszámokhoz tartoznak; olyan alakzatokat jellemeznek, ahol a középpontban egy pont van, és azt tízszög alakú pontrétegek veszik körül. A jobb oldali ábra szemlélteti a középpontos tízszögszámok generálását. Minden lépésben az olajzöld pontok mutatják a már meglévő pontokat, az új pontok pedig kékek.
Az n. középpontos tízszögszám képlete a következő:
{\displaystyle 5n^{2}+5n+1.}
Így tehát az első néhány középpontos tízszögszám:
1, 11, 31, 61, 101, 151, 211, 281, 361, 451, 551, 661, 781, 911, 1051, ... (A062786 sorozat az OEIS-ben)
Az (n − 1)-edik háromszögszámot 10-zel szorozva és 1-et hozzáadva megkapható az n-edik középpontos tízszögszám. A tízes számrendszerből adódóan a középpontos tízszögszámok egyszerűen megkaphatók a háromszögszámok után folytatólagosan 1-es írásával. Ebből az is következik, hogy minden középpontos tízszögszám páratlan és 1-re végződik.
További következmény a középpontos tízszögszámok (CD) rekurzív megadási módja:
{\displaystyle CD_{n+1}=CD_{n}+10n,}
ahol
{\displaystyle CD_{0}=0.}

## Középpontos tízszögprímek
A középpontos tízszögprímek azok a prímszámok, amelyek középpontos tízszögszámok.
Az alábbi felsorolás az első néhány ilyen prímet mutatja:
11, 31, 61, 101, 151, 211, 281, 661, 911, 1051, 1201, 1361, 1531, 1901, 2311, 2531, 3001, 3251, 3511, 4651, 5281, … (A090562 sorozat az OEIS-ben)